# 胆沢県
胆沢県（いさわけん）は、
明治2年8月（1869年9月）に明治政府によって陸前国北部および陸中国南部（旧仙台藩・一関藩領）に設置された県。
管轄区域は現在の宮城県北部・岩手県南部に相当する。本項では前身の栗原県（くりはらけん）、伊沢県（いさわけん）についても併記する。

## 概要
明治元年12月24日（1869年2月5日）、戊辰戦争に敗れた仙台藩は62万石から28万石に減封された。その際、没収された仙台藩領の一部（支藩の一関藩領を含む）が下野宇都宮藩取締地および上野沼田藩取締地となり（沼田藩取締地はのちに前橋藩に交代）、それぞれ栗原県・伊沢県と称した。これらは明治4年11月2日（1871年12月13日）の第1次府県統合により一関県に編入されて廃止され、一関県は水沢県・磐井県への改称を経て宮城県と岩手県に分割編入されて現在に至る。

## 沿革
- 明治元年12月23日（1869年2月4日） - 仙台藩・一関藩から没収された所領のうち、胆沢郡および磐井郡のうち75か村（仙台藩領全49か村、一関藩領のうち東山・流26か村）が沼田藩取締地、栗原郡が宇都宮藩取締地となる。
- 明治2年2月30日（1869年4月11日） - 沼田藩取締地が前橋藩取締地となり、伊沢県を称する[1]。
- 明治2年3月 - 磐井郡東山のうち千厩など36か村が、磐城平藩から転封された安藤信勇の所領となる。
- 明治2年3月28日（1869年5月9日） - 宇都宮藩取締地が栗原県を称する[1]。
- 明治2年8月3日（1869年9月8日） - 安藤信勇が旧領への復帰を許され、東山のうち36か村は伊沢県の管轄下に戻される。
- 明治2年8月18日（1869年9月23日） - 伊沢県および栗原県の一部の区域をもって胆沢県を設置。仮県庁を胆沢郡前沢村に置く。
- 明治2年9月26日（1869年10月30日） - 胆沢県庁を水沢城（胆沢郡塩竈村）に置く。
- 明治4年11月2日（1871年12月13日） - 第1次府県統合により一関県に編入。同日胆沢県廃止。

## 管轄地域
- 陸前国
  - 栗原郡のうち52か村
- 陸中国
  - 胆沢郡
  - 磐井郡のうち75か村

## 歴代知事
- 明治2年8月12日（1869年9月17日） - 明治3年5月19日（1870年6月17日） ： 権知事・武田敬孝（大洲藩出身の儒学者）
- 明治3年5月19日（1870年6月17日） - 明治3年9月17日（1870年10月11日） ： 大参事・安場保和（前酒田県大参事、熊本藩出身）
- 明治3年9月17日（1870年10月11日） - 明治4年9月3日（1871年10月16日） ： 大参事・嘉悦氏房（前庶務大祐、熊本藩出身）
- 明治4年9月3日（1871年10月16日） - 明治4年11月2日（1871年12月13日） ： 不在